# Igreja Paroquial de Bicos
A Igreja Paroquial de Bicos, igualmente denominada de Igreja de Nossa Senhora de Fátima ou Capela de Bicos, é um monumento religioso na aldeia de Bicos, no Município de Odemira, na região do Alentejo, em Portugal.

## Descrição e história
A igreja está localizada na antiga freguesia de Bicos, que foi integrada na freguesia de Vale de Santiago após a sua extinção, em 2013. Faz parte da Diocese de Beja.